# Сикулени
Сикулени − (мађ. Madéfalva, рум. Siculeni) је село и општински центар у Румунском округу Харгита у источном делу Ердеља.

## Положај места
Кроз Мадефалву протиче река Олт, а најближи већи град је Миеркуриа Чук (рум. Miercurea Ciuc, мађ. Csíkszereda) који се налази 10 km јужно. Општина Мадефалва обухвата још четири мања села и то су: Чарачо (мађ. Csaracsó), Чикчичо (мађ. Csíkcsicsó), Чикракош (мађ. Csíkrákos) и Геречфалва (мађ. Göröcsfalva).

## Историјски називи места
- Чикракош (мађ. Csíkrákos) 1333. године се помиње први пут
- Амадефалва (мађ. Amadéfalva) 1567. године постаје самостална општина
- Чик Мадефалва (мађ. Csík-Madéfalva) до 1899. године
- Мадефалва (мађ. Madéfalva) од 1921. године до данас
- Сикулени (рум. Siculeni) од 1921. године до данас

## Историја

### Историја општине
У регистру се први пут спомиње 1567. године као Амадефалва (извор:SZOKL II., 221) али већ 1602. године постаје Мадефалва. У то време још је била филијала места Чикракош (мађ. Csíkrákos) и имала је капелу која је подигнута у спомен свете Ане на узбрдици Морхеђ (мађ. Morhegyes domb) 1743. године, и то је стајала до 1943. године када је срушена (извор:Schematismus 1882, 71). Од 1911. године постаје самостално седиште епархије и 1912. године се подиже нова црква. Како је жељезничка станица била подаље од села, а неколико мањих квартова је саграђено око ње, подигнута је и нова капела за потребе становништва 1995. године.
Нова католичка школа је подигнута при цркви 1926. године, а 1935. године школа добија употребну дозволу.

### Преломни догађај у историји Секеља
Војска Марије Терезије је 7. јануара 1764. године, направила покољ међу Секељима, побивши између 200 и 400 становника места и тиме изменила историју Секеља (Сикулицидијум). Од тога дана је кренуло масовно исељавање које је потрајало наредних двадесет година. Становништво из самог места а и из околних крајева се исељавало прво за Молдавију 1764. и 1765. године, па одатле у Буковину 1776. године, а из Буковине 1883. године у јужно−Банатска места Скореновац, Иваново (Србија), Војловицу и у другом финалном исељавању из Буковине, крајем прве половине 20. века, у Бачку и данашњу Мађарску.

## Становништво
По попису из 1910. године у Мадефалви је остало 1,908 Секеља, а по попису из 1992. године Мадефалва је имала 2,812 становника а од тога 2,644 Секеља (Мађара) и 167 Румуна.
Становништво је Римокатоличке вероисповести, а данашња црква је саграђена током 1912. и 1914. године.

## Галерија
| - Секељ капија у Мадефалви - Секељ капија у Мадефалви - Секељ капија у Мадефалви - Кућа у Мадефалви - Унутрашњост цркве у Мадефалви - Секељ капија и Олт (река) у Мадефалви - Спомен плоча у Мадефалви - Музички инструменти Секеља - Традиционална украсна секира и поштапало - Поглед на Харгиту из села Чикчичо |